# Ambikanagara
Ambikanagara là một thị trấn thống kê (census town) của quận Uttara Kannada thuộc bang Karnataka, Ấn Độ.

## Nhân khẩu
Theo điều tra dân số năm 2001 của Ấn Độ, Ambikanagara có dân số 4848 người. Phái nam chiếm 51% tổng số dân và phái nữ chiếm 49%. Ambikanagara có tỷ lệ 75% biết đọc biết viết, cao hơn tỷ lệ trung bình toàn quốc là 59,5%: tỷ lệ cho phái nam là 81%, và tỷ lệ cho phái nữ là 69%. Tại Ambikanagara, 9% dân số nhỏ hơn 6 tuổi.